# Staatsideologie
Eine Staatsideologie ist eine politische Ideologie, die als Grundlage eines Staates und seiner politischen Organisation dient. Gemeint sind damit in erster Linie die dogmatischen Ideologien totalitärer Diktaturen wie etwa die des Nationalsozialismus im Deutschen Reich, der Stalinismus in der Sowjetunion und anderen realsozialistischen Staaten, wie beispielsweise der Maoismus in der VR China oder auch beherrschende intolerante Staatsreligionen in Theokratien, wie im Iran. Derartige Systeme bauen auf „offiziellen“ Weltanschauungen und politischen oder religiösen Mythen auf und bekämpfen abweichende Ansichten. Im weiteren Sinne kann aber auch der liberale Demokratismus westlicher Demokratien als eine Staatsideologie betrachtet werden. So schützt etwa das Grundgesetz für die Bundesrepublik Deutschland als wehrhafte Demokratie die freiheitliche demokratische Grundordnung gegen ihre Abschaffung durch ideologisch anders orientierte Kräfte.

## Historie
In der frühen Neuzeit bildeten sich Staatsideologien heraus, deren Funktion es war, das Territorium eines Staats mit seiner absolutistischen Zentralmacht zu verherrlichen. Diese Ideologien basierten auf dem Konzept limites naturelles, das sich ab dem 17. Jahrhundert in Frankreich durchzusetzen begann. Innerhalb natürlicher (ethnischer) Grenzen wurde ein ideologischer Raum definiert. Ein Beispiel ist die historische Definition des Sechsecks zwischen Pyrenäen und Rhein als spezifisch französisches Gebiet. In der schwedischen Außenpolitik des 16. und 17. Jahrhunderts wurden ähnliche Phänomene beobachtet als die Ostsee zu einem Element der Staatsideologie wurde. Im Heiligen Römischen Reich deutscher Nation umschrieben die Flüsse Rhein und Donau das Gebiet, das die deutsche Identität enthielt.
Im Zeitalter des Absolutismus gilt bei Kurfürst Maximilian der ermahnende und belehrende Fürstenspiegel Monita paterna – ursprünglich als Beilage zum Testament gedacht – an seinen Sohn Herzog Ferdinand Maria als Quelle der Staatsideologie. Diese Schrift ist zunächst eine Selbstverpflichtung des Regenten, Gott als obersten Herrn und Richter anzuerkennen, denn an der Frömmigkeit der Herrscher könne Glück oder Unglück der Untertanen gemessen werden. Nach Maximilians Staatsauffassung ist er auch seinem Volk verpflichtet. Dabei vergleicht Maximilian die Regierungsaufgaben mit den Aufgaben eines Vaters. Außerdem folgte Maximilian der Idee der Staatsräson und der Trennung von Staat und Gesellschaft. Daraus ergab sich eine Kluft zwischen privatem Gewissen und staatlichem Handeln.

## Totalitarismus
Die Einführung und Befolgung einer Staatsideologie ist ein wesentliches Merkmal totalitärer Herrschaftssysteme. Diese staatlichen Ideologien können völlig unterschiedlich ausgeprägt sein, wie die Regime des Nationalsozialismus und des Stalinismus gezeigt haben beziehungsweise noch zeigen. Ein totalitärer Staat verfolgt das Ziel, die Gesellschaft umzuwälzen, um einen vermeintlich perfekten Endzustand zu erreichen. Dieser Status quo wäre dann „das Ende der Geschichte“. Im Nationalsozialismus war das die Volksgemeinschaft, im Kommunismus die klassenlose Gesellschaft. Im Totalitarismus wird von der Bevölkerung nicht nur verlangt, sich an die Staatsideologie anzupassen, sondern sie soll zum Lebensinhalt der Menschen werden. In diesem Sinne sollen Staatsideologien sogar Menschenrechtsverletzungen legitimieren, ebenso wie gravierende Eingriffe in Wirtschaft und Gesellschaft. Die jeweilige Staatsideologie ist Grundlage der stets massiven Propaganda der Herrschenden. Dabei stützt sie sich nicht allein auf den Staat, sondern auch auf die Begeisterung der Massen. Organisierte Massen bilden die Machtbasis der Regime. Eine Staatsideologie ist für sich allein keine hinreichende Bedingung für Totalitarismus. Erst, wenn diese Ideologie mit staatlichem Terror durchgesetzt und zur sozialen Realität gemacht wird, ist ein Staat totalitär. Andererseits ist ein Zerfall der Staatsideologie ein Indikator für das Ende des Herrschaftssystems, wie es das Beispiel der Sowjetunion zeigt. Ende 1991 hatte dort der Marxismus-Leninismus als Staatsideologie ausgedient.

## Republikanismus
In der Geschichtswissenschaft gelten Republiken und Republikanismus – mit einer Formung des demokratischen Willens auf der Grundlage von Bürgertugenden – als ein fast in ganz Europa aufgetretenes Phänomen. Die Ursprünge liegen im Altertum. Im modernen Europa ist der Republikanismus zur vorherrschenden Staatsideologie geworden.

## Islam als Ideologie
Der Islam als Religion ist vom Islam als Staatsideologie zu unterscheiden. Der Islam erhebt den Anspruch, nicht nur Form und Inhalt der Religionsausübung festzulegen, sondern auch Vorschriften zu geben, die das Zusammenleben der Menschen unter wirtschaftlichen, sozialen und politischen Aspekten regeln. Als Folge des Kolonialismus zog im 20. Jahrhundert die Moderne in die Welt des Islam ein. Die westliche Dominanz stellte die eigene kulturelle und religiöse Identität in Frage. Iran gilt als gutes Beispiel für die damit verbundenen Herausforderungen. Das Land hat mehr als andere die Einflüsse aus dem Westen aufgenommen, wird aber in der Staatsführung stark von religiösen Traditionalisten geprägt.

## Formen und Verbreitung

### China
Chinas heutige Wirtschaft funktioniert nach marktwirtschaftlichen Prinzipien. Aber das ihnen zugrunde liegende westliche Wertesystem steht im Gegensatz zur chinesischen Staatsideologie. Die kommunistische Partei Chinas vertritt einen Kommunismus chinesischer Prägung, der sich vom Marxismus-Leninismus sowjetischer Prägung löst und die marxistischen Klassiker neu zu bewerten versucht. Sowohl der Klassenkampfauftrag der Partei als auch die Diktatur des Proletariats wurden aufgegeben. Gleichwohl bleibt die Verwirklichung des Kommunismus das langfristige Ziel der Staatspartei. Auf kürzere Sicht wird ein bescheidener Wohlstand für möglichst breite Bevölkerungskreise angestrebt. Unter den veränderten Bedingungen der Reformpolitik spielt der Nationalismus eine wichtige Rolle für die Selbstlegitimation der kommunistischen Partei Chinas. Das deutsche Außenministerium spricht von einer atheistischen Staatsideologie Chinas.

### Israel

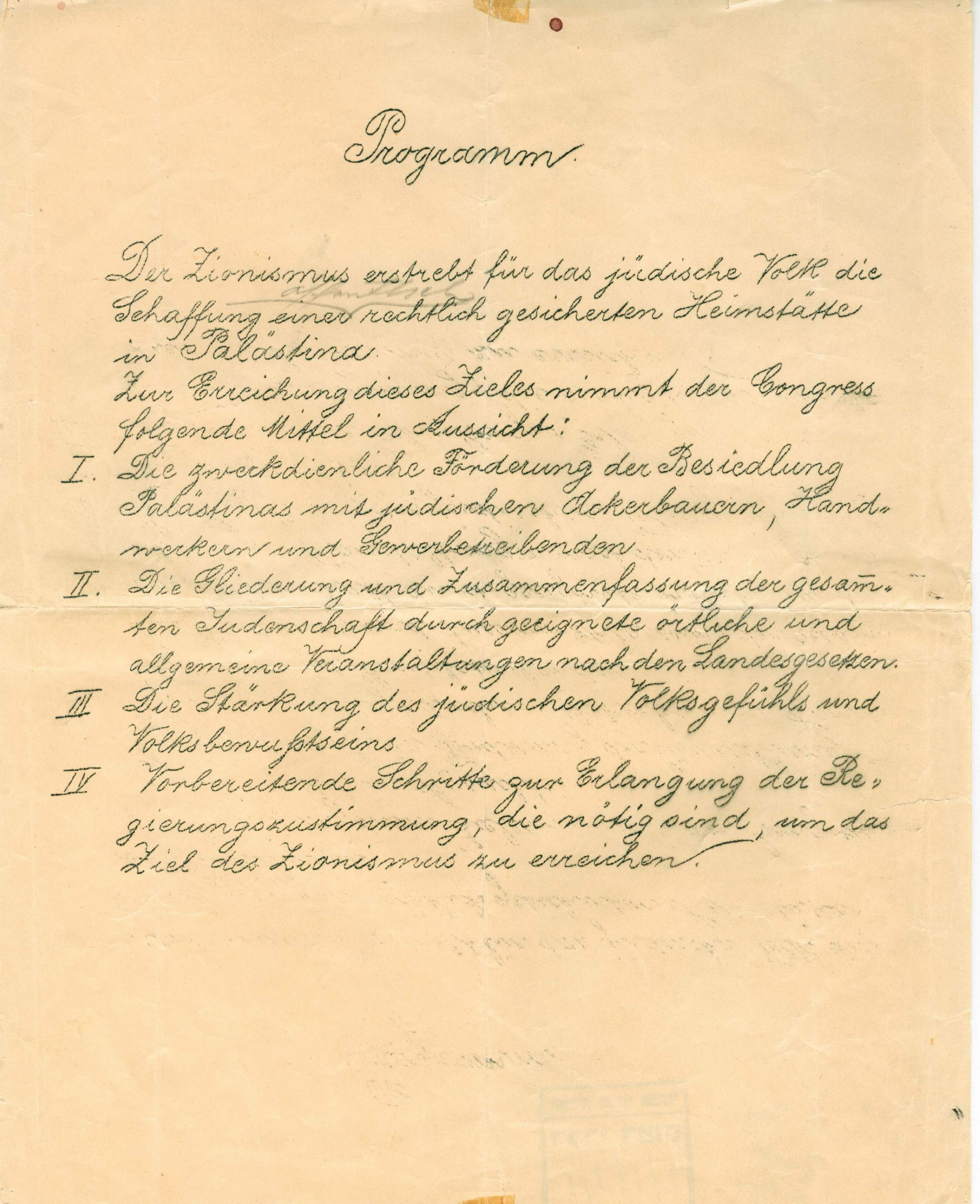
Basel Programm, 1897

Der Zionismus der europäischen aschkenasischen Juden zielt auf einen jüdischen Nationalstaat in Palästina ab. Dabei wird die Auffassung vertreten, dass Israel in der jüngeren Vergangenheit eine Revolution erlebt habe, wonach der Zionismus als Staatsideologie seine Präferenzen gewechselt habe. Die in den 1980er und 1990er Jahren geführten Auseinandersetzungen mit den sogenannten Postzionisten seien ein Indiz dafür. Als solche wurden Wissenschaftler bezeichnet, die eine kritische Einstellung zur israelischen Geschichte und Gegenwart eingenommen hatten. Seitdem sei der Zionismus revolutioniert worden. Er sei eine neue Staatsideologie, die mit dem ursprünglichen Zionismus nicht mehr viel gemein habe, ein ethnozentrischer und religiöser Zionismus. Diese neue Denkrichtung kümmere sich in erster Linie um den jüdischen Charakter Israels, wobei „das Jüdische“ nur im Sinne der orthodoxen Tradition ausgelegt werden dürfe.
Vertretern des Antizionismus – der in der deutschen Linken verortet wird – wird Antisemitismus vorgeworfen. Der Schriftsteller Jean Améry sagte: „Der Antisemitismus, enthalten im Anti-Israelismus oder Anti-Zionismus wie das Gewitter in der Wolke, ist wiederum ehrbar. Er kann ordinär reden, dann heißt das ‘Verbrecherstaat Israel’. Er kann es auf manierliche Art machen und vom ‘Brückenkopf des Imperialismus’ sprechen.“ In der Partei Die Linke seien noch immer (2010) einflussreiche Kräfte in Amt und Würden, die Israel als Böse abkanzeln. Norman Paech habe schon 1975 vom Zionismus als Staatsideologie und Rassismus gesprochen.

### Kanada
1967 trat in Kanada eine Einwanderungsgesetzgebung in Kraft, das die Einwanderungserlaubnis an die individuelle Qualifikation bindet. Dadurch kamen vermehrt Migranten aus Asien, insbesondere aus Hongkong. 2003 lag der Anteil der sichtbaren Minderheiten bei etwa 13 Prozent der Bevölkerung. Mit dieser ethnischen Vielfalt geht Kanada um, indem ein Konzept des Multikulturalismus entwickelt wurde, das den Rang einer Staatsideologie hat. Die Kanadier gelten nicht bloß als ideelle Erfinder der multikulturellen Gesellschaft, sondern sie haben dieses Konzept auch als erste in eine praktische Politik umgesetzt.

### Lateinamerika
In Europa, Lateinamerika und Südostasien erleben weite Bevölkerungskreise ihre Gesellschaft nach wie vor unter nationalen Aspekten. Ende des 19. Jahrhunderts war der Nationalismus in seiner liberalen Ausprägung die vorherrschende Staatsideologie in Mexiko, Argentinien und Peru. In diesen Staaten ist der Nationalismus im Kontext verhältnismäßig schwacher Staaten zu betrachten. Außerdem spielen ethnische Grenzziehungen, die aus der Kolonialzeit stammen, eine Rolle. Im Laufe des 20. Jahrhunderts wurde in diesen Ländern der liberale Nationalismus durch den populären Nationalismus als Staatsideologie abgelöst.

### Nordkorea
1955 wurde in Nordkorea erstmal die sogenannte Chuch’e-Ideologie durch Kim Il-sung erwähnt und 1977 als Staatsideologie eingeführt, womit sie den Marxismus-Leninismus faktisch ablöste. Chuche bedeutet Subjekt. Als zentrales Subjekt des Staates gilt der „ewige Präsident“ Kim Il-Sung und sein jeweiliger Nachfolger. Der Staat propagiert, dass Nordkorea im alleinigen Besitz der Wahrheit ist und deshalb den Weg zum Fortschritt der Menschheit kennt. Einzige Hüterin dieser Wahrheit ist die Partei. Weil das unmündige Volk einen Führer braucht, ist die Partei das Instrument des jeweils Herrschenden. Ein weiteres wichtiges Merkmal der nordkoreanischen Staatsideologie ist die Betonung der nationalen Eigenständigkeit und Autarkie. Dabei geht es weniger um eine ökonomische Eigenständigkeit als um die ideologische Autarkie. Chuche ist ein Sammelbecken aus marxistisch-leninistischen Gedanken, konfuzianischen Hierarchievorstellungen und nationalistischen Elementen. Chuche wird auch als angewandte Form des Kimismus bezeichnet. Mitte 1990 wurde diese Ideologie um das Songun-Prinzip erweitert, das dem Militär die Vorrangstellung einräumt.

### Russland
Russland galt als Staat ohne Ideologie. Dieses Vakuum habe Staatspräsident Wladimir Putin mit seiner messianischen Staatsideologie und mafiösen Strukturen gefüllt, meint Felix Riefer, Mitglied im Beirat des Lew Kopelew Forums. Diese Form der nationalistischen Ideologie nennt er Putinismus. Ein nicht unerheblicher Teil der russischen Bevölkerung möchte, dass ihr Land international respektiert wird. Dafür nehme man auch materielle Einbußen in Kauf. Russlands hybrider Krieg gegen die Ukraine habe Putins Staatsideologie in allen Gesellschaftsschichten verankert. Die russische Infiltration, Instruktion und Invasion der Ukraine habe er als einen Verteidigungs- und Unterstützungsakt von Separatisten gegenüber den vom Westen gesteuerten Faschisten dargestellt. Der Schweizer Russland-Experte Ulrich Schmidt bezeichnet Putins Politik als neoimperialen Größenwahn. Putin wolle den russischen Bürger in das Projekt eines mächtigen Russland mit eigenen, nichtwestlichen Werten einbinden. Wichtigstes Medium dieser Ideologie sei das weitgehend gleichgeschaltete staatliche Fernsehen.

### Saudi-Arabien
Saudi-Arabien folgt in seiner Staatsideologie dem Wahabismus. Dabei versucht das Land, auch Pakistan zu „arabisieren“. Die Wahhabiten – innerhalb der Sunniten eine relativ kleine Gruppierung – glauben an einen puritanischen Islam und grenzen sich dadurch von volkstümlichen Varianten des Islam ab.

### Türkei

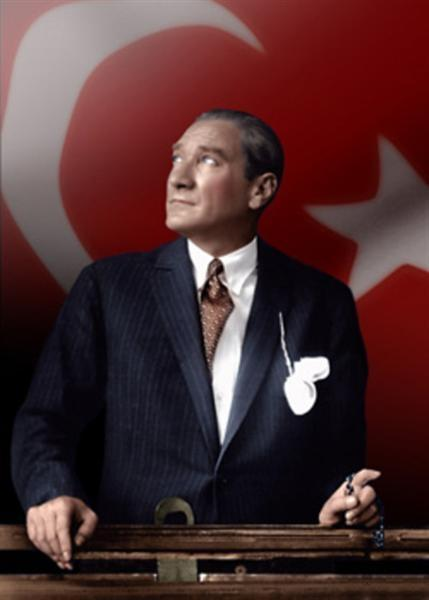
Mustafa Kemal Atatürk steht am Fenster eines Zuges, hinter ihm die Flagge der Türkei

Der türkische Kemalismus wird durch sechs Prinzipien definiert: Nationalismus, Republikanismus, Laizismus, Populismus (im Sinne der Gleichheit aller Bürger sowie der Anerkennung des Volkswillens), Etatismus (Verantwortlichkeit des Staates für Wirtschaft und Gesellschaft) und Reformismus (kontinuierliche Selbsterneuerung von Staat und Gesellschaft). Diese sechs Prinzipien wurden 1931 in das Programm der Republikanischen Volkspartei mit Mustafa Kemal als erstem Generalsekretär aufgenommen und 1937 als Staatsdoktrin in die Verfassung des 1923 gegründeten Nationalstaats aufgenommen. Als vorrangige Prinzipien gelten der türkische Nationalismus und das Bekenntnis zur laizistischen Republik. Ursprünglich sollte der Laizismus die islamische Religiosität in den privaten Bereich zurückdrängen und der Nationalismus als Identifikationsgrundlage dienen. Artikel 3 der türkischen Verfassung lautet: „Der Staat Türkei ist ein in seinem Staatsgebiet und Staatsvolk unteilbares Ganzes. Seine Sprache ist Türkisch.“ Die Verfassung sollte auch die zwangsweise Assimilierung der kurdischen Bevölkerungskreise legitimieren. Der Minderheitenbegriff wurde restriktiv gehandhabt. Der Kemalismus gilt als wesentliche Ursache des Kurdenkonflikts.
Seit der Machtübernahme der islamistischen Adalet ve Kalkınma Partisi (AKP) im Jahre 2002 ist jedoch eine Reislamisierung und ein Zurückdrängen des Kemalismus feststellbar.